# 이반 오볼렌스키 공작
이반 미하일로비치 오볼렌스키 공작(러시아어: Князь Ива́н Миха́йлович Оболе́нский, 1853년-1910년 2월 28일)는 러시아 제국의 군인이다. 최종 계급 중장.
류리크 왕가 출신으로, 그 조상들은 한때 오카 강 상류 공국을 지배했다. 모친은 루마니아계로, 알렉산드루 스트루자의 딸 마리오아라 스투르자였고, 부친은 미하일 오볼렌스키 공(1821년-1886년)이다.
1904년 8월 18일에서 1905년 11월 18일까지 핀란드 대공국 총독으로 재임했다. 오볼렌스키의 핀란드 총독 재임 기간은 러시아 제국 본토와 핀란드 식민지 양쪽 모두 혁명의 기류가 소용돌이치던 전환기였다. 피의 일요일 사건으로 1905년 러시아 혁명이 터지면서 핀란드에서도 총파업이 일어났고, 그 결과 신분제 의회가 단원제 의회로 대체되었다.
러시아로 돌아간 뒤 상트페테르부르크에서 혁명분자들에게 살해당했다.